# Полёво (Московская область)
Полёво — деревня в Волоколамском районе Московской области России. Входит в состав сельского поселения Осташёвское. Население — 0 чел. (2010).

## География
Деревня Полёво расположена на западе Московской области, в юго-западной части Волоколамского района, примерно в 23 км к юго-западу от города Волоколамска, у истоков небольшой речки Соколовки, впадающей в Рузское водохранилище. Ближайшие населённые пункты — деревни Княжево, Лапино, Игнатково и Федосьино.

## Население
| 1852 | 1859 | 1926 | 2002 | 2006 | 2010 |
| ---- | ---- | ---- | ---- | ---- | ---- |
| 146  | ↘128 | ↘116 | ↘5   | →5   | ↘0   |

## История
В «Списке населённых мест» 1862 года Палёва (Палева) — владельческое сельцо 2-го стана Можайского уезда Московской губернии по правую сторону Волоколамского тракта из города Можайска, в 40 верстах от уездного города, при речке Палевке, с 17 дворами и 128 жителями (71 мужчина, 57 женщин).
По данным 1890 года деревня входила в состав Осташёвской волости Можайского уезда, число душ мужского пола составляло 71 человек.
В 1913 году — 17 дворов.
1917—1929 гг. — деревня Осташёвской волости Волоколамского уезда.
По материалам Всесоюзной переписи 1926 года — деревня Княжевского сельсовета Осташёвской волости Волоколамского уезда, проживало 116 жителей (48 мужчин, 68 женщин), насчитывалось 25 крестьянских хозяйств.
С 1929 года — населённый пункт в составе Волоколамского района Московского округа Московской области. Постановлением ЦИК и СНК от 23 июля 1930 года округа как административно-территориальные единицы были ликвидированы.
1929—1939 гг. — деревня Княжевского сельсовета Волоколамского района.
1939—1954 гг. — деревня Княжевского сельсовета Осташёвского района.
1954—1957 гг. — деревня Тереховского сельсовета Осташёвского района.
1957—1963 гг. — деревня Тереховского сельсовета Волоколамского района.
1963—1965 гг. — деревня Тереховского сельсовета Волоколамского укрупнённого сельского района.
1965—1973 гг. — деревня Тереховского сельсовета Волоколамского района.
1973—1994 гг. — деревня Осташёвского сельсовета Волоколамского района.
В 1994 году Московской областной думой было утверждено положение о местном самоуправлении в Московской области, сельские советы как административно-территориальные единицы были преобразованы в сельские округа.
1994—2006 гг. — деревня Осташёвского сельского округа Волоколамского района.
С 2006 года — деревня сельского поселения Осташёвское Волоколамского муниципального района Московской области.